# Alexandre-Gabriel Decamps
Alexandre-Gabriel Decamps (n. 3 martie 1803, Paris, Prima Republică Franceză – d. 22 august 1860, Fontainebleau, Île-de-France, Franța) a fost un pictor francez remarcat pentru lucrările sale orientaliste.

## Viața
Decamps s-a născut la Paris. În tinerețe, a călătorit în Orient și a reprodus viața și peisajul oriental cu o fidelitate îndrăzneață față de natură care i-a nedumerit pe criticii convenționali. Cu toate acestea, talentele sale au ajuns în curând să fie recunoscute și a fost clasat alături de Delacroix și Ingres drept unul dintre liderii școlii franceze. La Expoziția de la Paris din 1855 a primit medalia cea mai importantă sau de consiliu. Cea mai mare parte a vieții lui a petrecut-o în cartierul Parisului. Îi plăceau animalele, în special câinii, și se implica în tot felul de sporturi de câmp.
A murit în 1860, fiind aruncat de pe un cal în timp ce vâna la Fontainebleau.

## Părintele fondator al orientalismului
Decamps a fost părintele fondator al orientalismului, deoarece a dezvăluit viața orientală de zi cu zi în Salonul din 1831 de la Paris. Subiectele și stilul său cu contrast puternic de lumină și tușe groase au devenit referința pentru pictori, dar și fotografi și scriitori. A fost cel mai influent pictor al orientalismului și a fost proclamat șef al noii școli orientaliste. Delacroix s-a referit la el în Femeile din Alger (1834) și în Fanaticii din Tanger (1838). Constantinopolul (1853) lui Théophile Gautier a fost descris ca un „Decamp verbal imens” de Henry James. Maxime Du Camp l-a numit Cristofor Columb al Orientului, iar Théophile Gautier a comparat rolul său de descoperitor al Orientului cu rolul lui Jean-Jacques Rousseau ca descoperitor al naturii în secolul al XVIII-lea. Christine Peltre concluzionează că singurul echivalent al faimei sale au fost Nopțile Arabe (O mie și una de nopți).

## Opera
Stilul lui Decamps era caracteristic și intens francez. A fost marcat de o concepție dramatică vie, pensule îndrăznețe și chiar aspre și contraste uimitoare de culoare și de lumină și umbră. Subiecții săi au îmbrățișat o gamă neobișnuit de largă. A profitat de călătoriile sale în Orient pentru a trata scene din istoria Scripturii, probabil fiind primul dintre pictorii europeni care le-a reprezentat pe adevăratul lor fond local natural. Din această clasă au fost Iosif vândut de frații săi, Moise luat din Nil și scenele sale din viața lui Samson, nouă schițe viguroase în cărbune și alb.

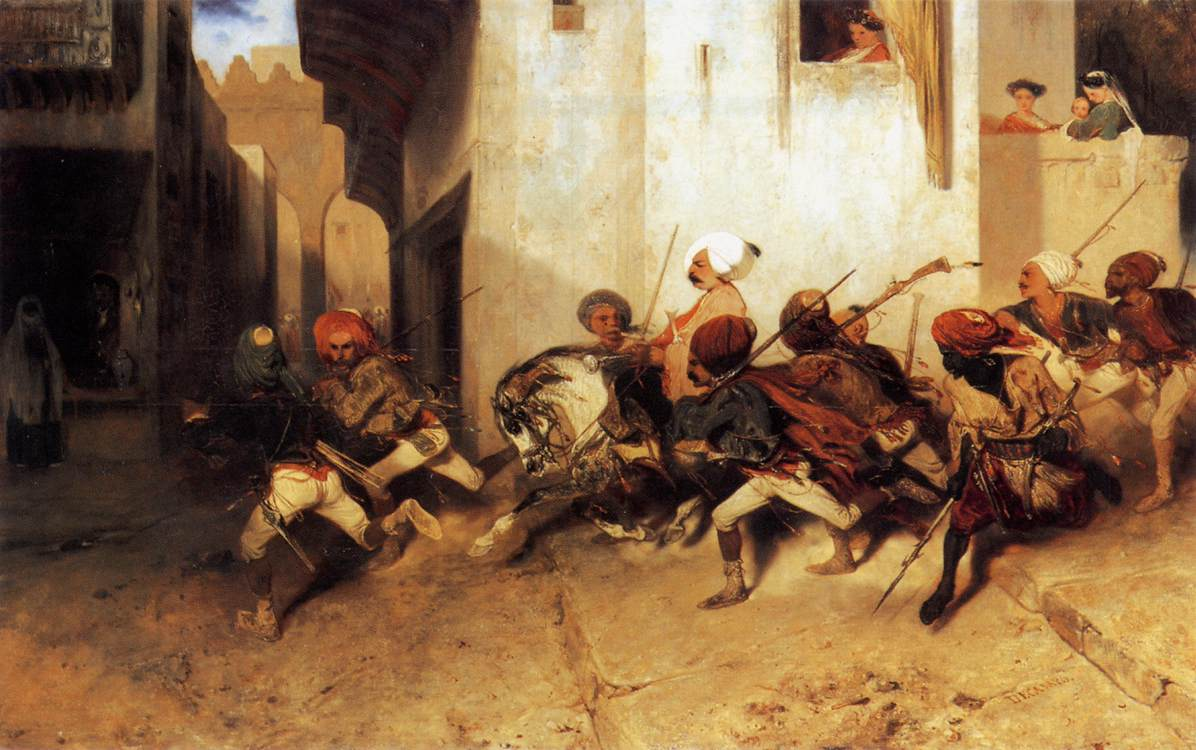
O versiune a Patrulei turcești (1831)

Poate cel mai impresionan dintre tablourile sale istorice este Înfrângerea cimbrilor, reprezentând conflictul dintre o hoardă de barbari și o armată disciplinată. Decamps a produs o serie de imagini de gen, în principal scene din viața domestică franceză și turcă, cea mai marcantă caracteristică a cărora este umorul. Aceeași caracteristică este atașată multora dintre numeroasele sale picturi cu animale; lui Decamps îi plăcea mai ales să picteze maimuțe. Cunoscuta sa pictură Cunoscătorii de maimuțe satirizează juriul Academiei Franceze de Pictură, care a respins câteva dintre lucrările sale anterioare din cauza divergenței lor față de orice standard cunoscut.
Picturile și desenele sale au fost familiarizate pentru prima dată publicului englez prin litografiile lui Eugene le Rouit.

## Galerie

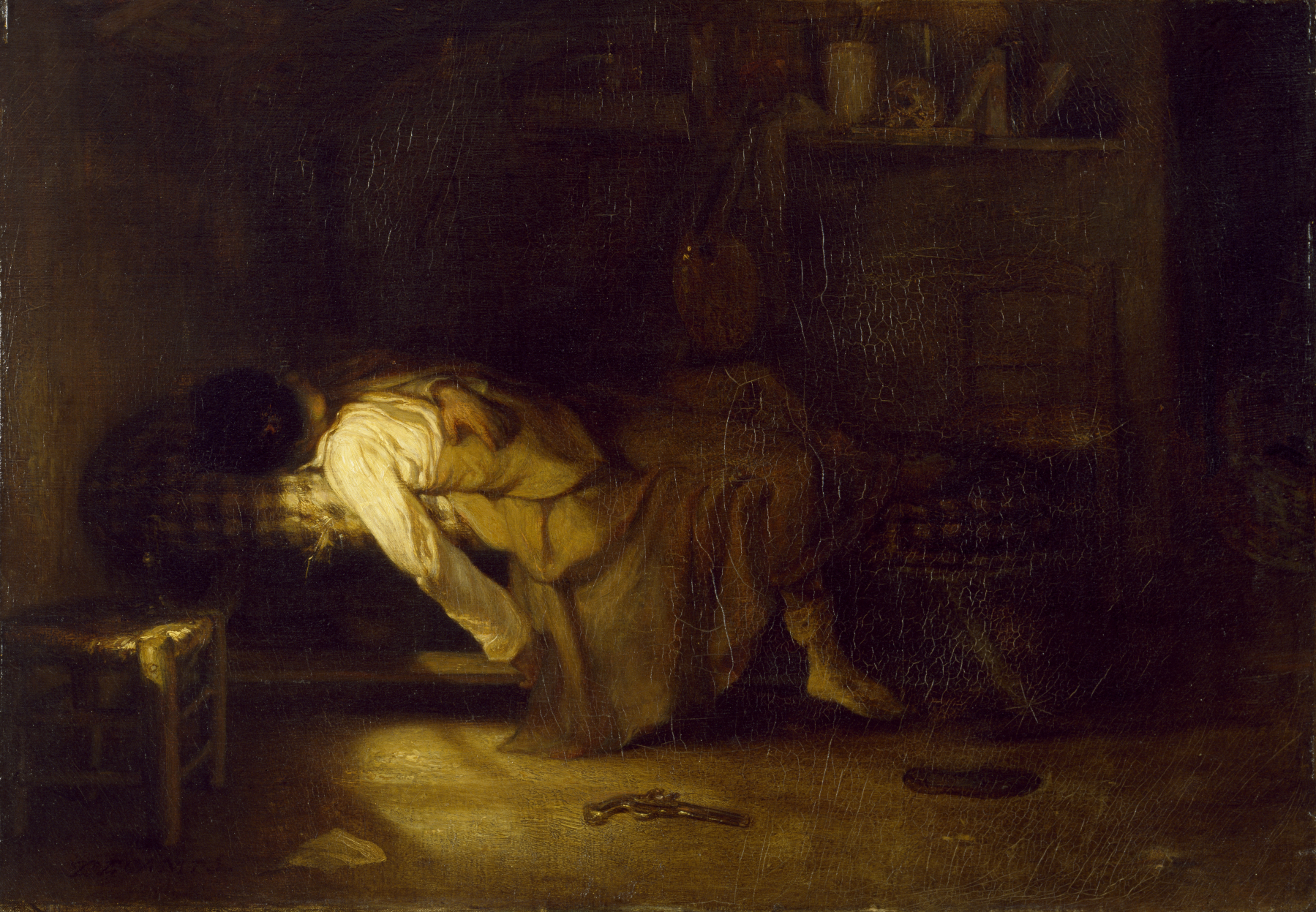
Sinuciderea (circa 1836). Muzeul de Artă Walters⁠(d) .
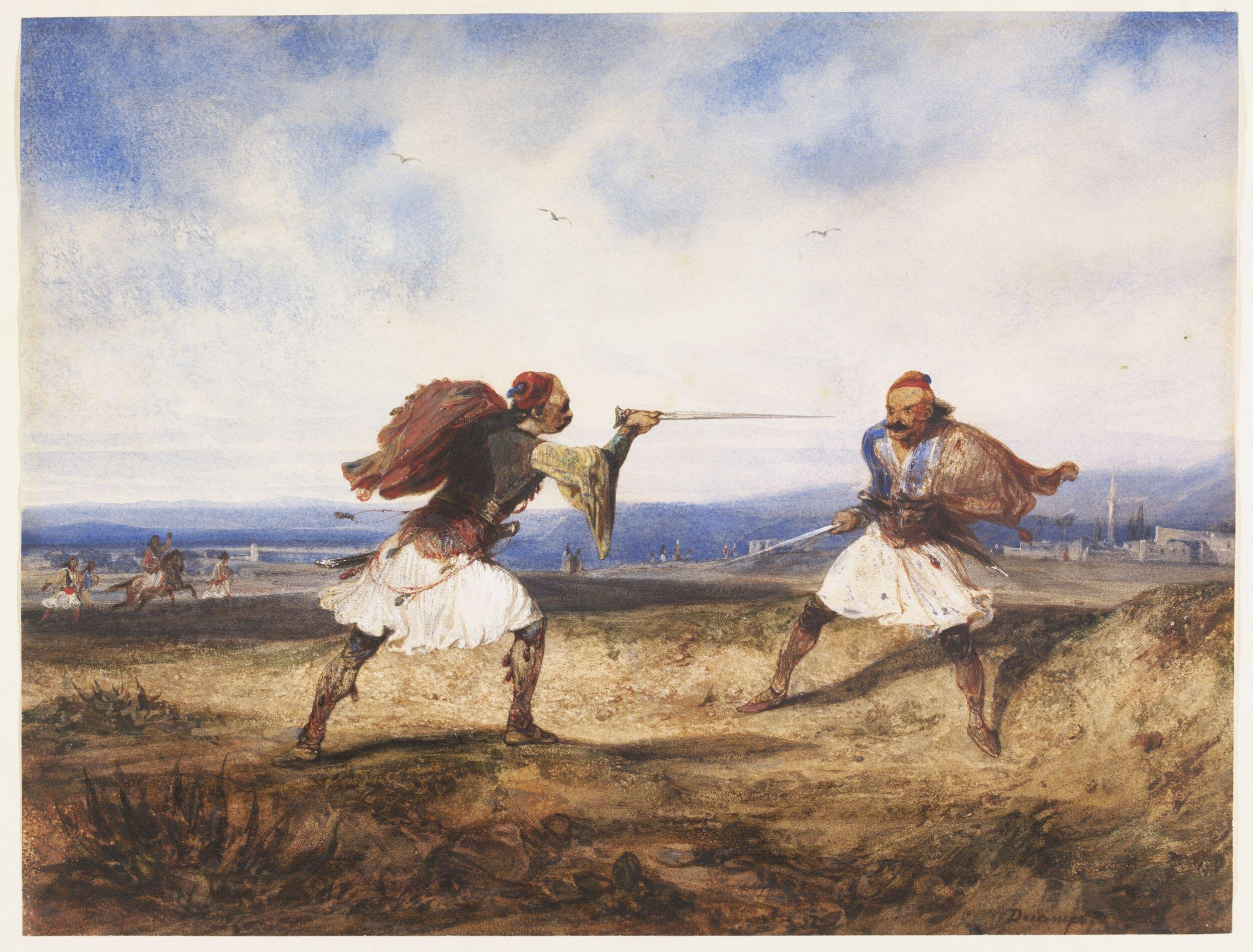
Duel albanez (circa 1828)
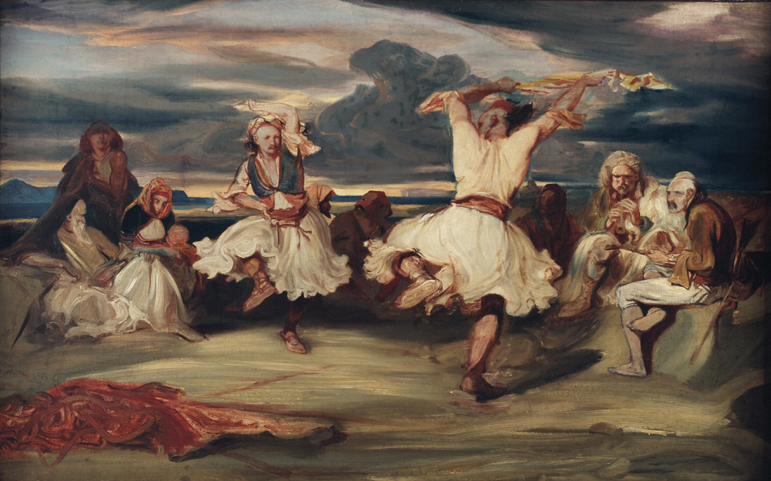
Dansatorul albanez (1835)
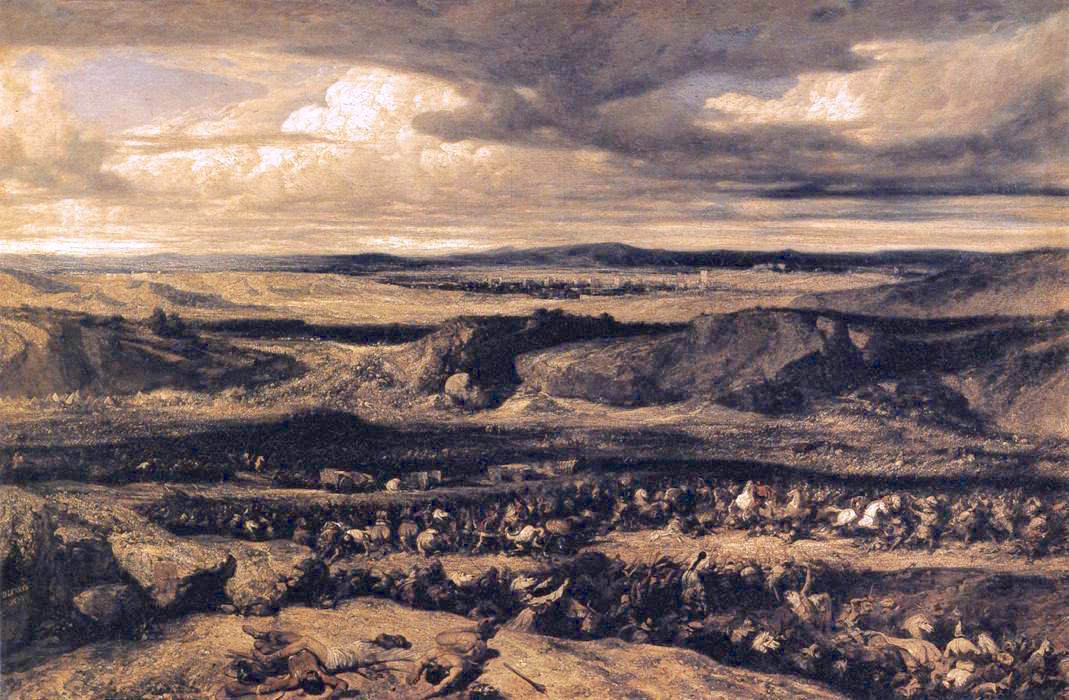
Înfrângerea cimbrilor (circa 1833)
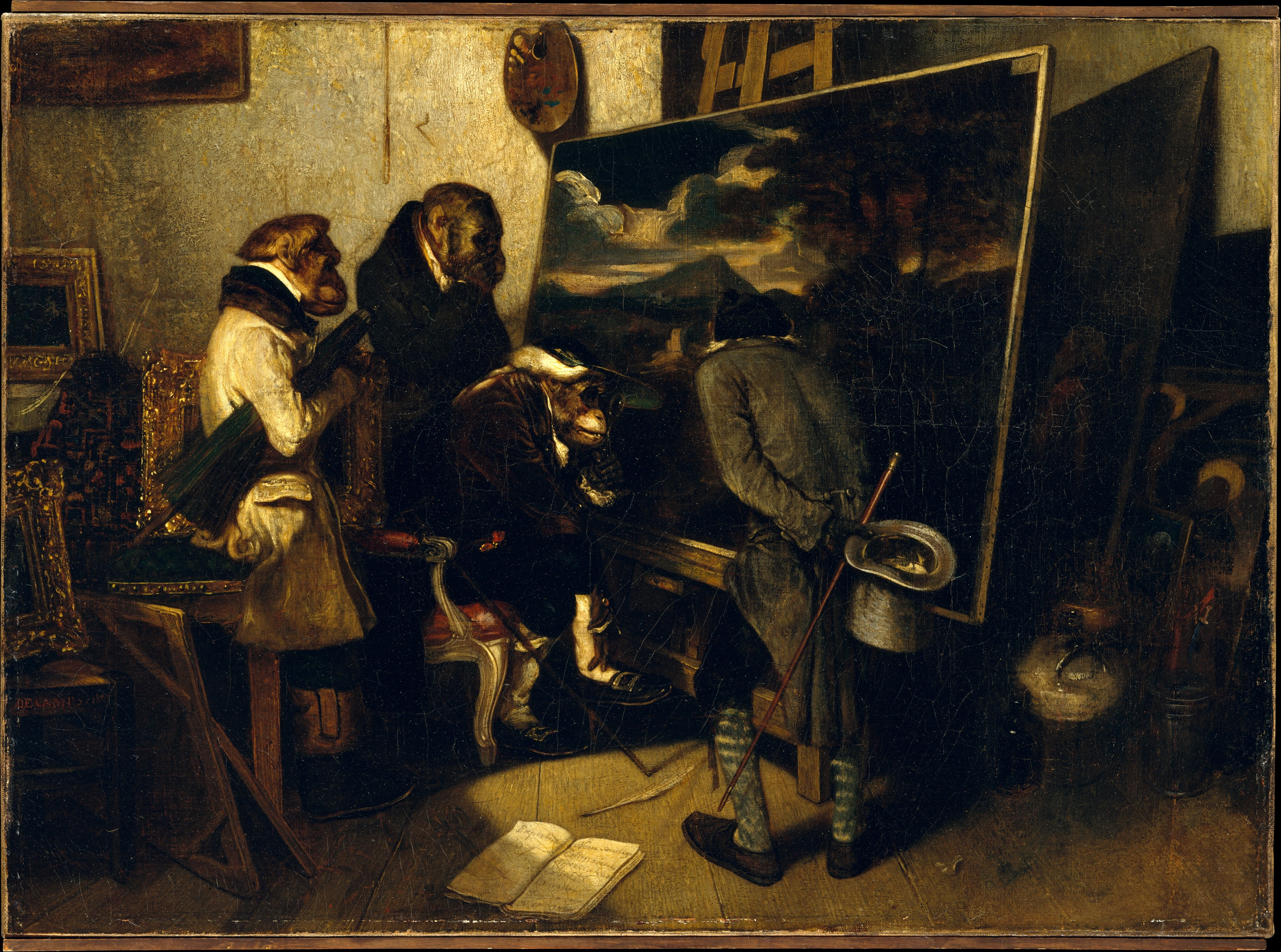
Experții⁠(d), 1837, ulei pe pânză, Muzeul Metropolitan de Artă